# گارنیک ایساغولیان
گارنیک ساموئلی ایساگولیان (ارمنی: Գառնիկ Սամվելի Իսաղուլյան؛ زادهٔ ۱۵ ژانویهٔ ۱۹۶۰) یک  سیاستمدار اهل ارمنستان است که از تاریخ ۱۹۹۰ تا تاریخ ۱۹۹۵ سمت نمایندگی دوره اول شورای عالی جمهوری ارمنستان را برعهده داشت.

## زندگی‌نامه
در ۱۵ ژانویهٔ ۱۹۶۰ در ایروان به دنیا آمد و از دانشگاه دولتی ایروان فارغ‌التحصیل شد. 

## یادداشت
1. ↑  Հայաստանի Հանրապետության Ազգային ժողովում Հայաստանի Հանրապետության Նախագահի մշտական ներկայացուցիչ
2. ↑  ۱۰ ژوئن ۱۹۶۰